# Pra Guardar no Coração
Pra Guardar no Coração é o décimo sexto álbum e o sexto ao vivo do grupo de pagode Só Pra Contrariar, lançado em 28 de agosto de 2024 pela APN Produções nas plataformas digitais, em DVD e formato audiovisual.
O álbum marca o segundo retorno de Alexandre Pires ao SPC e também o primeiro projeto de inéditas do grupo desde Samba Pop (2016) - tendo o cantor como vocalista, é o primeiro desde Bom Astral (2000). Alexandre também assina a produção musical. As faixas foram gravadas em outubro de 2023, enquanto a parte audiovisual foi registrada no dia 11 de janeiro de 2024 nos Estúdios Quanta, no Rio de Janeiro.
O lançamento do álbum faz parte do projeto da turnê "SPC Acústico 2 - O Último Encontro", que reuniu pela segunda vez em 11 anos a formação original do grupo.

## Lista de faixas
| N.º | Título                            | Compositor(es)                                                     | Duração |  |
| 1.  | "Grávidos de Delicadeza"          | Altay Veloso                                                       | 3:16    |  |
| 2.  | "Mesa da Frente"                  | Rodrigo Oliveira / Rosyl / Rodrigo Príncipe                        | 3:30    |  |
| 3.  | "Eu Hein"                         | Rodrigo Oliveira / Valéria Leão / Alê Monteiro / Cleitinho Persona | 2:52    |  |
| 4.  | "Marido e Mulher"                 | Chico Roque / Sérgio Caetano                                       | 4:18    |  |
| 5.  | "Minha Eterna Prometida"          | Peninha                                                            | 3:53    |  |
| 6.  | "Encrenquinha Boa"                | Claudemir / Rodrigo Leite                                          | 4:05    |  |
| 7.  | "A Gente Não Tá Pronto"           | Rodrigo Oliveira / Bruno Gabriel                                   | 3:17    |  |
| 8.  | "Quem Ama Se Aceita"              | Chico Roque / Paulo Sérgio Valle                                   | 3:51    |  |
| 9.  | "Pagando o Pato"                  | Claudemir / Tiago Alexandre                                        | 2:51    |  |
| 10. | "Eu Acreditava"                   | Alexandre Pires                                                    | 3:52    |  |
| 11. | "Sinônimo de Perfeição"           | Alexandre Pires / Marquinhos Mosquera                              | 3:06    |  |
| 12. | "Essa é Pra Quem Ama"             | Claudemir / Rodrigo Leite                                          | 2:56    |  |
| 13. | "Amor Clandestino"                | Alexandre Pires                                                    | 3:50    |  |
| 14. | "Deve Existir Por Aí Esse Alguém" | Claudemir / Cauique                                                | 3:39    |  |
| 15. | "Falar de Amor"                   | Willy Gregory / Thiago Thifer                                      | 3:57    |  |
| 16. | "Tudo Que Deus Quiser"            | Prateado / Rapha Brito                                             | 3:41    |  |
| 17. | "Tão Distante"                    | Rodrigo Oliveira / Edgar do Cavaco                                 | 2:59    |  |
| 18. | "Nossa História"                  | Peninha / Willy Gregory                                            | 3:34    |  |
| 19. | "Cerveja, Amor e Paz"             | Prateado / Umberto Tavares / Jeferson Jr                           | 3:07    |  |
| 20. | "Musical da Disney"               | Claudemir / Rodrigo Leite / Cauique                                | 3:44    |  |
| 21. | "O Tambor"                        | Altay Veloso                                                       | 3:21    |  |

## Créditos
| Só Pra Contrariar - Alexandre Pires: Voz - Fernando Pires: Voz, Bateria e Percussão - Juliano Pires: Percussão - Luiz Fernando: Pandeiro - Popó: Surdo - Serginho Sales: Piano - Hamilton Faria: Sax e Flauta Músicos - Cavaco: Didi - Violão: Marcos Arcanjo - Bateria: Daniel Cardoso - Percussão: Carlos Eduardo Santos (Kadu), Michel Dias e Bruno Damaceno de Souza - Vocais: João Junior, Saulo Huston, Luiz Henrique (Thiazinha), Simone Brown e Flavia Mello - Teclado: Reginaldo Ramos (Naldo) - Guitarra: Marcio Kwen - Baixo: Claudio Bonfim | - Violinos: Gerson Souza, Cuca, Hugo Farias, Ugo Kageyama, Guilherme Sotero, Rafael Pires, Aramis Rocha e Robson Rocha - Viola: Daniel Pires - Cellos: Tiago Almeida, Deni Feijó e Joel de Souza - Contrabaixo: Thiago Hessel - Trompete: Gustavo Souza - Trompete: Azeitona - Trombone: Robertinho - Sax e Gaita: Adriano Canetta - Sax alto: Diego Lisboa - Saxofone Barítono: Tercio Guimarães |